# الاشتراكية في البرازيل
يعود تاريخ الحركة الاشتراكية في البرازيل إلى النصف الأول من القرن التاسع عشر حسب الاعتقاد الغالب. ظهرت وثائق تدل على انتشار الأفكار الاشتراكية حينها في البرازيل، ولكنها لم تتجاوز حدود المبادرات الشخصية، ولم يكن لها وزن كافٍ لتشكيل مجموعات ذات نشاط سياسي حقيقي.

## تاريخ

### الجمهورية القديمة (1889–1930)
في عام 1892 عُقد مؤتمر البرازيل الاشتراكي الأول في ريو دي جانيرو. ولاحقًا في ذات العام، عُقد مؤتمر اشتراكي آخر مستقل عن سابقه في ساو باولو. أُسس حزب العمال الاشتراكي في ذات العام في ريو دي جانيرو، وهو يُعد أول حزب اشتراكي في البرازيل. وفي عام 1895 أُسس حزب العمال الاشتراكيين في ريو. وفي ذات العام، أسس سيلفيريو فونتس (الذي يُعد أول ماركسي برازيلي) مركز سانتوس الاشتراكي الذي شرع في نشر المجلة الاشتراكية A Questão Social (المسألة الاجتماعية)، وجريدة O Socialista (الاشتراكي).
أُسس أول حزب اشتراكي كبير في البرازيل عام 1902 في ساو باولو تحت إشراف المهاجر الإيطالي ألسيبيادس برتولوتي الذي كان مسؤولًا عن إدارة أفانتي؛ الجريدة الرسمية للحزب الاشتراكي الإيطالي. وفي ذات العام أُسس الحزب الاشتراكي الجماعي في ريو دي جانيرو بقيادة فيسينشي دي سوزا (معلم في مدرسة بيدرو الثاني)، وغوستافو لاسيردا (صحفي ومؤسس ائتلاف الصحافة البرازيلي). وفي عام 1906 أُسس حزب العمال المستقلين، ونشأت منه «جامعة شعبية» بمساعدة المعلمين روتشا بومبو، ومانويل بومفيم، وجوزيه فيريسيمو.
تسارع انتشار الأفكار الاشتراكية في البرازيل في الحرب العالمية الأولى، ولكن معظم الجماعات اليسارية البرازيلية كانت لا تزال غريبة على عامة الناس. في يونيو عام 1916 شارك فرانسيسكو فييرا دا سيلفا، وتوليدو دي لويولا، وألونسو كوستا، وماريانو جارسيا في صياغة بيان الحزب الاشتراكي البرازيلي، ووقع عليه نيستور دي أوليفييرا، وإيزاك إيزيكسون، وموريلو أراوجو. ساعدت تلك المجموعة إيفاريستو دي مورايس على صعوده لمجلس النواب، ونشرت جريدتين: فولها نوفا (الورقة الجديدة)، وتيمبوس نوفوس (أوقات جديدة). لم تدم أي منهما لفترة طويلة.
في ديسمبر 1919، أُسست الرابطة الاشتراكية في ريو دي جانيرو. وشرع أعضاءها في نشر مجلة كلارتيه في عام 1921 بدعم من إيفاريستو دي مورايس، وماوريسيو دي لاسيردا، ونيكانور دي ناشيمنتو، وأجريبينو نازاريه، وليونيداس دي ريسينديه، وبونتس دي ميراندا وغيرهم. امتد نفوذ تلك الجماعة ليشمل ساو باولو على يد نيريو رانجل بستانا، وإلى ريسيفي على يد جواكيم بيمنتا. وفي عام 1925 أُسس حزب اشتراكي برازيلي جديد على يد الجماعة التي تزعمها إيفاريستو دي مورايس.
أدى إنشاء الحزب الشيوعي البرازيلي في عام 1922 ونموه السريع إلى خنق العشرات من المنظمات اللاسلطوية التي لعبت دورًا هامًا في تنظيم إضرابات واسعة على مدار العقد المنصرم. نظم الحزب الشيوعي إضرابات واسعة في عشرينيات القرن العشرين. وفي الفترة التي سبقت ثورة البرازيل 1930 وصعود جيتوليو فارجاس إلى الحكم، أطلق ماوريسيو دي لاسيردا جبهة اليسار المتحدة التي لم تدم طويلًا، وذلك بهدف صياغة دستور اشتراكي للبرازيل. شمل الاضطراب السياسي في تلك الفترة حركة تمرد اشتراكية بقيادة القائد الشيوعي المستقبلي، لويس كارلوس بريستيس، كجزء من ثورة الملازمين. وعلاوة على ذلك أسس هؤلاء الثوار بلدية جديدة في ماناوس، ولكنها لم تدم طويلًا. عرض فارجاس على بريستيس أن يتولى قيادة الجهود العسكرية للثورة ضد النخبة الحاكمة في ساو باولو، ولكنه رفض ذلك من باب معارضته للتحالف بين الملازمين وأفراد النخبة الحاكمة المنشقين عنها. نفى بريستيس نفسه إلى الاتحاد السوفيتي، وانضم إلى الحزب الشيوعي البرازيلي. وافق بريستيس على المهمة التي كلفته بها الشيوعية الدولية، وهي قيادة الثورة الشيوعية في البرازيل.

### حقبة فارجاس (1930–1945)
قمع نظام فارجاس النشاط السياسي في البرازيل بشدة. في الفترة 23–27 نوفمبر 1935، نشبت ثورة بريستيس في ناتال وريسيفي وريو دي جانيرو في ذات الوقت تقريبًا. تولى حلف التحرير الوطني قيادة تلك الثورة، وهو حلف مكون من مجموعة من الضباط المعاديين للفاشية (اشتراكيين، وشيوعيين، وليبراليين، وتقدميين، وقوميين). سيطر الثوار على ناتال، وشكلوا مجلسًا عسكريًا حكم تلك المدينة لأربعة أيام. طبقًا لسجلات حكومة فارجاس الرسمية، قتل الثوار 32 ضابطًا عسكريًا في ريو دي جانيرو، ورغم ذلك يشوب هذا الحدث بعض الشكوك. أدى قمع تلك الانتفاضة إلى اعتقال المسلحين الشيوعيين المشاركين فيها بالإضافة إلى اضطهاد القوى الشعبية على وجه العموم.
في عام 1936، أُلقي القبض على بريستيس وزوجته الحبلى، أولغا بيناريو بريستيس، جزاءً لمشاركتهما في تلك الثورة. نُفيت أولغا إلى ألمانيا النازية (بصفتها مقاتلة ألمانية برازيلية يهودية شيوعية)، وقُتلت في نهاية المطاف عام 1942 في مركز بيرنبرغ للقتل الرحيم. أنجبت أولغا طفلتها في تلك المنشأة قبل وفاتها بأعوام، ثم سلمت السلطات النازية ابنتها، أنيتا ليوكاديا بريستيس، إلى السلطات البرازيلية وهي بعمر الواحدة. نشأت أنيتا على يد جدتها ليوكاديا بريستيس بينما ظل والدها في السجن. من بين ضحايا نظام فارجاس الآخرين المتمرد الأناركي الإيطالي البرازيلي أوريستي ريستوري الذي رحلته البرازيل إلى مملكة إيطاليا في عام 1936 حيث قتله ضباط الشرطة الفاشيين في 2 ديسمبر 1943.
في عام 1937، فرض فارجاس دستورًا رابعًا على البرازيل يُدعى بولاكا، وذلك بعدما استنكرت حكومته القوات العسكرية الدولية التي حاولت التحريض على «ثورة اشتراكية» في البرازيل. احتج فارجاس بهذا الإدعاء الكاذب للحفاظ على سلطته. صاغ القاضي فرانسيسكو كامبوس هذا الدستور المُستوحى من دستور أبريل البولندي السلطوي، وأراد به أن يرسخ نفوذ السلطة التنفيذية على الجهاز التشريعي والجهاز القضائي، ما أفسح المجال أمام ما يُعرف بحقبة فارجاس. حظر هذا الدستور جميع الأحزاب السياسية، وفرض الرقابة على الإعلام، وقمع حركات العمال المنظمة والحركات المجتمعية على وجه العموم.

### الجمهورية الثانية (1945–1960)
عقب نهاية حقبة فارجاس في عام 1945، تطورت الأفكار الاشتراكية في البرازيل من جديد في عصر ما بعد الحرب بإنشاء حزب اليسار الديمقراطي الذي قُيد باسم الحزب الاشتراكي البرازيلي في محكمة العدالة الانتخابية في أغسطس 1947. لم يعد الحزب الشيوعي محظورًا، ولكن الخوف من الشيوعية ازداد في أوساط العامة من الناس في ظل الحرب الباردة.
في عام 1946، صار لويس كارلوس بريستيس أول نائب شيوعي في برازيل، وهو حدث لم يتكرر مثله إلا بعد 60 عامًا عندما اُنتخب إناسيو أرودا لتمثيل ولاية سيارا في مجلس النواب. وبحلول عام 1947، انضم ما يقرب من 200,000 للحزب الشيوعي، وحصد 480,000 صوت في الانتخابات التشريعية لهذا العام (9% من إجمالي الأصوات). ورغم ذلك، في عام 1948، وصف يوريكو غاسبار دوترا هذا الحزب بأنه «حزب دولي غير مهتم بمصالح البرازيل»، وأبطل رخصته في محكمة العدل الانتخابية. وفي عام 1956، اندلعت اشتباكات داخل الحزب بعد إدانة نيكيتا خروتشوف لسياسات جوزيف ستالين في المؤتمر العشرين للحزب الشيوعي السوفيتي. انقسم الحزب الشيوعي إلى عدة فصائل بعد الموافقة على بيان شيوعي جديد عام 1958 يطرح طرقًا جديدًا لتحقيق الأهداف الشيوعية، وربط تأسيس الاشتراكية بتوسع الديمقراطية. استاء بعض قادة الحزب من تلك الإرشادات الجديدة، وشكلوا حزبًا جديدًا يُدعى الحزب الشيوعي البرازيلي في عام 1962. يدعي كلا الحزبين أنهما أُسسا في عام 1922.